# Фосетт, Филиппа
Филиппа Фосетт — английский математик и реформатор школы.

## Биография
Филиппа Фосетт была единственным ребёнком правозащитницы Миллисент Фосетт (1847—1929) и политика Генри Фосетта (1833—1884). Её тётя, Элизабет Гарретт Андерсон (1836—1917) и её кузина Луиза Андерсон (1873—1943) были известными врачами.
После смерти отца она изучала математику в Бедфорд-колледже, затем до 1887 года в Лондонском университетском колледже и, наконец, в Ньюнем-колледже (колледже Кембриджского университета). Там она стала лучшей среди однокурсников и стала лектором. В 1890 году она была первой женщиной, получившей наивысший балл по математике в Кембридже.
С 1902 по 1905 год Фосетт работала в южноафриканских школах, а после возвращения в Великобританию получила работу в администрации школы при Совете лондонского графства. Как и её мать, Филиппа Фосетт была общепризнанной правозащитницей и участвовала в успешной борьбе за избирательное право женщин в Соединённом Королевстве.